# Bois-d'Arcy (Yvelines)
Pour les articles homonymes, voir Bois-d'Arcy et Bois (communes).
Bois-d'Arcy est une commune française du département des Yvelines, en région Île-de-France, située à 18 km a l'ouest de Paris.

## Géographie

### Communes limitrophes
La ville est limitrophe de Fontenay-le-Fleury au nord-est, de Saint-Cyr-l'École à l'est, de Montigny-le-Bretonneux au sud, de Trappes au sud-ouest, des Clayes-sous-Bois à l'ouest et de Villepreux au nord.

### Géologie et relief
La superficie de la commune est de 5,48 km2 ; son altitude varie de 130  à   180 mètres.
La commune de Bois-d'Arcy se situe sur un plateau dominant au sud la plaine de Versailles.

### Hydrographie

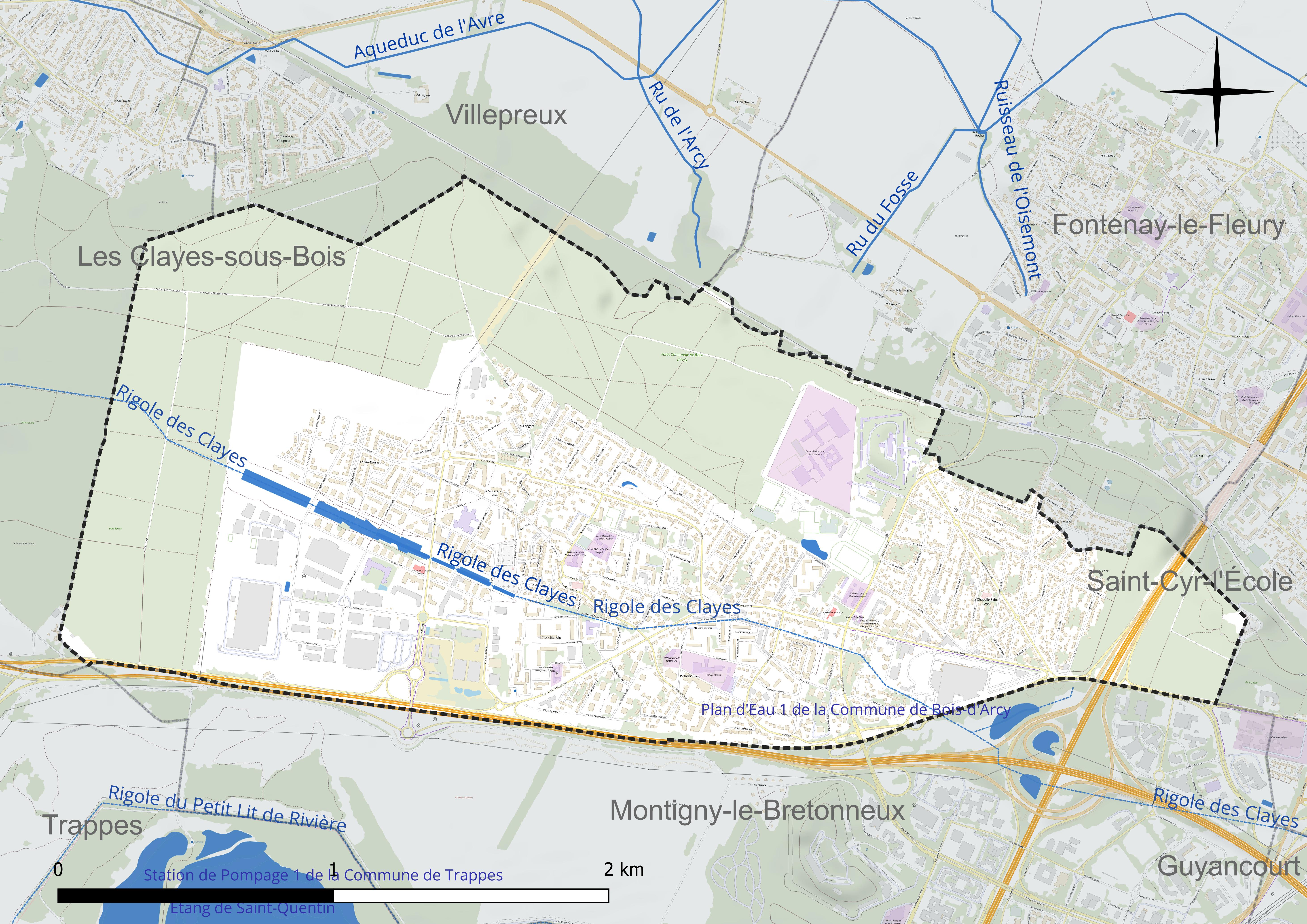
Carte hydrographique de la commune.

La commune est traversée par la Rigole des Clayes, un ouvrage hydrolique creusé par Lambert, Billet et Guignard en 1678-1679 pour alimenter le système hydraulique du château de Versailles et qui prend sa source dans la forêt, sur le territoire des Clayes-sous-Bois.
Il est enterré sur le territoire communal et est devenu un collecteur d'assainissement, et son cheminement est devenu un aménagement piétonnier et cyclable,.

### Climat
Pour des articles plus généraux, voir Climat de l'Île-de-France et Climat des Yvelines.
En 2010, le climat de la commune est de type climat océanique dégradé des plaines du Centre et du Nord, selon une étude du CNRS s'appuyant sur une série de données couvrant la période 1971-2000. En 2020, Météo-France publie une typologie des climats de la France métropolitaine dans laquelle la commune est exposée à un climat océanique altéré et est dans la région climatique Sud-ouest du bassin Parisien, caractérisée par une faible pluviométrie, notamment au printemps (120 à 150 mm) et un hiver froid (3,5 °C).
Pour la période 1971-2000, la température annuelle moyenne est de 11 °C, avec une amplitude thermique annuelle de 15,1 °C. Le cumul annuel moyen de précipitations est de 670 mm, avec 10,9 jours de précipitations en janvier et 7,8 jours en juillet. Pour la période 1991-2020, la température moyenne annuelle observée sur la station météorologique la plus proche, située sur la commune de Trappes à 3 km à vol d'oiseau, est de 11,6 °C et le cumul annuel moyen de précipitations est de 686,3 mm,. Pour l'avenir, les paramètres climatiques de la commune estimés pour 2050 selon différents scénarios d'émission de gaz à effet de serre sont consultables sur un site dédié publié par Météo-France en novembre 2022.
| Mois                                  | jan.             | fév.             | mars             | avril           | mai             | juin           | jui.          | août          | sep.            | oct.            | nov.            | déc.             | année      |
| ------------------------------------- | ---------------- | ---------------- | ---------------- | --------------- | --------------- | -------------- | ------------- | ------------- | --------------- | --------------- | --------------- | ---------------- | ---------- |
| Température minimale moyenne (°C)     | 1,9              | 1,8              | 3,9              | 6               | 9,4             | 12,5           | 14,4          | 14,2          | 11,3            | 8,5             | 4,8             | 2,4              | 7,6        |
| Température moyenne (°C)              | 4,3              | 4,9              | 7,9              | 10,7            | 14,1            | 17,3           | 19,5          | 19,4          | 16              | 12,2            | 7,6             | 4,8              | 11,6       |
| Température maximale moyenne (°C)     | 6,8              | 8                | 11,9             | 15,4            | 18,8            | 22,1           | 24,6          | 24,6          | 20,7            | 15,8            | 10,4            | 7,2              | 15,5       |
| Record de froid (°C) date du record   | −15,8 17.01.1985 | −15,6 13.02.1929 | −10,5 07.03.1971 | −4,1 12.04.1986 | −1,2 07.05.1957 | 0,1 01.06.1936 | 2 09.07.1929  | 4 31.08.1928  | −0,5 20.09.1952 | −5,2 28.10.1931 | −8,9 24.11.1998 | −14,3 22.12.1946 | −15,8 1985 |
| Record de chaleur (°C) date du record | 16 05.01.1999    | 20,3 27.02.19    | 24,7 31.03.21    | 28 18.04.1949   | 30,9 27.05.05   | 36 18.06.22    | 40,6 25.07.19 | 39,1 06.08.03 | 34,6 09.09.23   | 29 01.10.1985   | 21 03.11.1927   | 16,8 07.12.00    | 40,6 2019  |
| Ensoleillement (h)                    | 57               | 806              | 1 337            | 1 758           | 2 017           | 2 096          | 2 223         | 2 163         | 1 769           | 1 168           | 676             | 553              | 17 138     |
| Précipitations (mm)                   | 56,2             | 49,9             | 50,1             | 49,9            | 66              | 57             | 56,3          | 56,1          | 49,8            | 61,8            | 61,2            | 72               | 686,3      |

## Urbanisme

### Typologie
Au 1er janvier 2024, Bois-d'Arcy est catégorisée grand centre urbain, selon la nouvelle grille communale de densité à sept niveaux définie par l'Insee en 2022.
Elle appartient à l'unité urbaine de Paris, une agglomération inter-départementale regroupant 407  communes, dont elle est une commune de la banlieue,,. Par ailleurs la commune fait partie de l'aire d'attraction de Paris, dont elle est une commune du pôle principal,. Cette aire regroupe 1 929 communes,.

### Occupation des sols
C'est un territoire peu urbanisé, partiellement boisé au nord et à l'ouest par la forêt domaniale de Bois-d'Arcy. Il englobait au sud-est une partie de l'étang de Saint-Quentin.

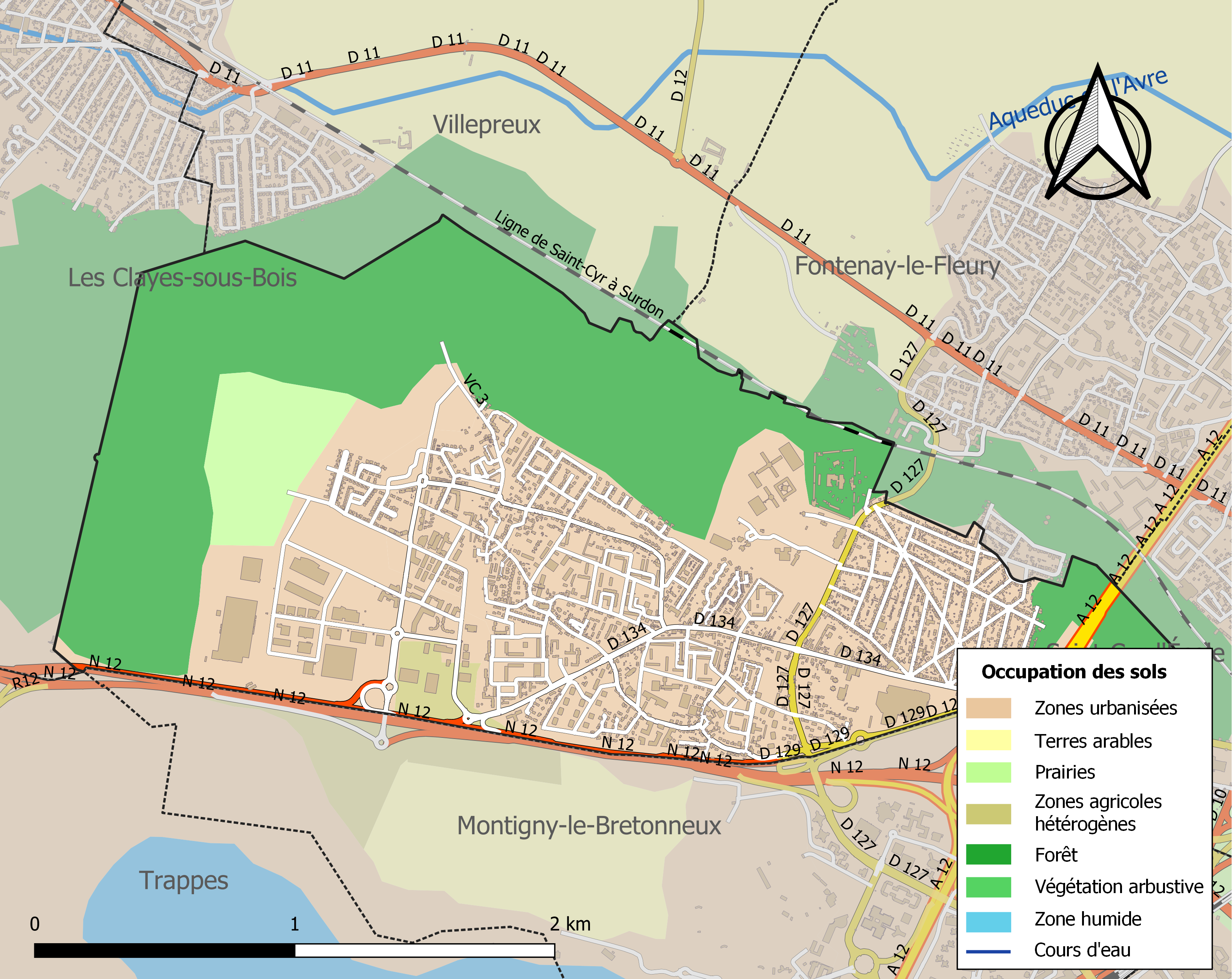
Carte des infrastructures et de l'occupation des sols de la commune en 2018 (CLC).

### Lieux-dits, hameaux et écarts
Saint Quentin et le Pavillon de Saint Quentin sont des écarts.

### Habitat et logement
En 2020, le nombre total de logements dans la commune était de 6 468, alors qu'il était de 5 936 en 2015 et de 5 469 en 2010.
Parmi ces logements, 91,9 % étaient des résidences principales, 2,7 % des résidences secondaires et 5,3 % des logements vacants. Ces logements étaient pour 31,7 % d'entre eux des maisons individuelles et pour 65,8 % des appartements.
Le tableau ci-dessous présente la typologie des logements à Bois-d'Arcy en 2020 en comparaison avec celle des Yvelines et de la France entière. Une caractéristique marquante du parc de logements est ainsi une proportion de résidences secondaires et logements occasionnels (2,7 %) supérieure à celle du département (2,6 %) mais inférieure à celle de la France entière (9,7 %).
| Typologie                                               | Bois-d'Arcy | Yvelines | France entière |
| ------------------------------------------------------- | ----------- | -------- | -------------- |
| Résidences principales (en %)                           | 91,9        | 91       | 82,1           |
| Résidences secondaires et logements occasionnels (en %) | 2,7         | 2,6      | 9,7            |
| Logements vacants (en %)                                | 5,3         | 6,4      | 8,2            |

La commune ne respecte pas les prescriptions de l'article 55 de la loi SRU, qui lui impose de disposer d'au moins 25 % de son parc de résidences principales constitué par les logements sociaux, malgré un vigoureux effort qui l'a fait passer de 7,42 % en 2002 à 16,75 % en 2019.

### Voies de communication et transports
La commune se trouve au carrefour de deux axes autoroutiers : l'autoroute A12 et l'axe RN 12 à caractéristiques autoroutières, qui forment avec la voirie locale et la RN 10 (route départementale 10) proche un imposant échangeur. La route départementale 127 permet de rejoindre Fontenay-le-Fleury et la route départementale 11 vers le nord ; en limite sud de la commune, la route départementale 129, ancienne RN 12, relie la ville à Saint-Cyr-l'École et Guyancourt.
Elle est desservie par la gare de Fontenay-le-Fleury - Bois d'Arcy, ligne N, Paris Montparnasse - Mantes-la-Jolie ou Paris Montparnasse - Dreux. Les bus desservent aussi les gares de Trappes, Montigny-le-Bretonneux, La Verrière, Versailles et Saint-Cyr-l'École.
La commune est desservie : 
- par les lignes 6211, 6241 et 6251 du Réseau de bus Grand Versailles ;
- par les lignes 5111 et 5105 du réseau de bus de Saint-Quentin-en-Yvelines.

Elle n’est pas desservie par les bus Noctilien la nuit.

## Toponymie
La première mention du nom de Bois d’Arcy remonte à 1169, Sylvaim de Arsitio et in sylva Arsitio, Nemus Arsitii ou Nemus Arsicii au XIIIe siècle, de Arcio en 1276, Bois darsis en 1335 puis Boscus Arcisi en 1352, Boscus Arsicii en 1458, variant de Bois d'Arcy à Bois Darcy de 1604 au début du XVIIIe siècle.
Dans les anciens titres, on trouve le Bois d'Arcis mentionné sous le nom de Nemus Arsitii.
Il s'agit d'une formation toponymique médiévale en *Bosc- devenu Bois- en français moderne, terme issu du bas latin et d'origine germanique. Les textes écrits en latin médiéval traduisent par sylva (forme correcte latine silva « arbre, bosquet, bois, forêt ») ou par nemus signifiant « bois, bois sacré » qui sont approximatives. Le village s'est donc développé sur l'emplacement d'un bois.
Quant à la seconde partie du nom, à savoir d'Arcy, elle est attestée avec diverses latinisations : Arsitio, Arsitii et Arcissi qui rendent compte de l'ancien français arseïs, arsis « bois ou terre brûlé » qui dérive du verbe d'ancien français arsir (variante de ardoir) qui signifie « brûler ». « Le bois d’Arcy » (ou « bois arcis ») est donc le « bois du bois brûlé ». Bois-d'Arcy aurait son origine liée à une première occupation sur un espace défriché par un incendie.

## Histoire

### Moyen Âge
La création du village dans une zone couverte de forêts remonte vraisemblablement au XIe siècle.

### Temps modernes
Au XVIIe siècle les terres sont achetées par Louis XIV qui crée un étang destiné à alimenter en eau les bassins du château de Versailles.

### Époque contemporaine

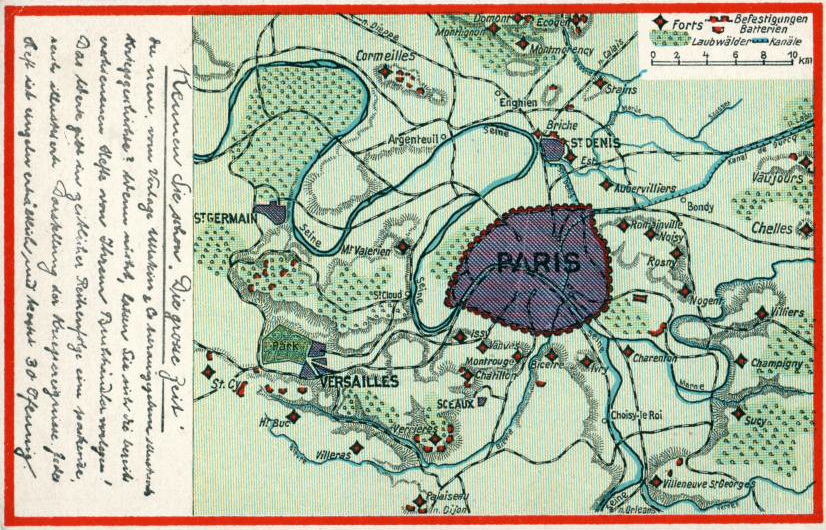
Plans de fortifications protégeant Paris à la fin du XIXe siècle, dont le Fort de Saint-Cyr.

Le 27 mars 1874, la loi prévoit la construction du fort de Saint-Cyr destiné à protéger la ville de Saint-Cyr-l'École d'où sa dénomination alors que le fort était implanté sur la commune de Bois-d'Arcy. Actuellement, il est sur la commune de Montigny-le-Bretonneux après des modifications de limites territoriales entre les deux communes.
En 1907, Alberto Santos-Dumont s'installe dans la ferme Sainte-Marie, où il expérimente ses appareils « plus lourds que l'air ».
L'urbanisation du village s'accélère en 1931 avec la création du lotissement Saint-Jean.
La maison d'arrêt de Bois-d'Arcy est mise en service en 1980.
En 1983, intervient le transfert à la commune de Montigny-le-Bretonneux de la partie sud du territoire communal, constituant l'ccès nord de l'étang de Saint-Quentin et la zone d'activités du « Pas-du-Lac ».
Bois-d'Arcy est incluse le 11 août 1972 dans le périmètre de la ville nouvelle de Saint-Quentin-en-Yvelines, Bois-d'Arcy l'a quittée le 23 décembre 1983 lors du changement de municipalité.
Le 9 avril 1984 intervient l'incendie du clocher de l'église.

## Politique et administration
Rattachements administratifs
Antérieurement à la loi du 10 juillet 1964, la commune faisait partie du département de Seine-et-Oise. La réorganisation de la région parisienne en 1964 fit que la commune appartient désormais au département des Yvelines et à son arrondissement de Versailles, après un transfert administratif effectif au 1er janvier 1968.
Elle faisait partie depuis 1801 du canton de Versailles-Ouest de Seine-et-Oise. Lors de la mise en place des Yvelines, la commune est intégrée en 1967 au canton de Trappes, puis rattachée en 1976 au canton de Saint-Cyr-l'École. Dans le cadre du redécoupage cantonal de 2014 en France, cette circonscription administrative territoriale a disparu, et le canton n'est plus qu'une circonscription électorale.
Rattachements électoraux
Pour les élections départementales, la commune fait partie depuis 2014 du canton de Saint-Cyr-l'École
Pour l'élection des députés, elle fait partie depuis 1986 de la onzième circonscription des Yvelines.

### Intercommunalité
Bois-d'Arcy intègre en 2007 la communauté d'agglomération Versailles Grand Parc, un  établissement public de coopération intercommunale (EPCI) à fiscalité propre créé fin 2002 auquel la commune a transféré une partie de ses compétences.

### Tendances politiques et résultats
Lors des élections municipales du 9 mars 2008, la liste de Claude Vuillet, maire sortant, recueille 64,67 % des voix, celle de François Ribeyre 21,50 % et la liste de Serge Charpentier 13,83 %.
Lors du premier tour des élections municipales de 2014 dans les Yvelines, la liste UMP-UDI menée par Philippe Benassaya obtient la majorité absolue des suffrages exprimés, avec 3 138 voix (57,43 %, 26 conseillers municipaux élus dont 2 communautaires), devançant largement celle DVG menée par le maire sortant  Claude Vuilliet, qui a recueilli 2 326 voix (42,56 %, 7 conseillers municipaux élus dont 1 communautaire).
Lors de ce scrutin, 36,42 % des électeurs se sont abstenus.
Lors du premier tour des Élections municipales de 2020 dans les Yvelines, la liste LR-SL menée par le maire sortant Philippe Benassaya obtient à nouveau la majorité absolue des suffrages exprimés, avec 2 490 voix (63,66 %, 27 conseillers municipaux élus dont 3 communautaires), devançant très largement celle DVG menée par  Jocelyne Hannier (DVG, 1 421 voix, 36,33 %, 6 conseillers municipaux élus dont 1 communautaire), 
lors d'un scrutin marqué par la pandémie de Covid-19 en France où 56,62% des électeurs se sont abstenus
Après la démission de Jean-Philippe Luce — qui avait succédé à Philippe Benassaya en novembre 2020 après son élection comme député —, des élections municipales partielles sont organisées en avril 2024,. La liste LR menée par l'ancien maire Philippe Benassaya obtient dès le premier tour la majorité absolue des suffrages exprimés, avec 2 287 voix (65,1 %), devançant très largement celle SE menée par Jocelyne Hannier, qui a recueilli 1 226 voix (34,9 %).
Lors de ce scrutin, 63,5 % des électeurs se sont abstenus.

### Jumelages
Au 26 mars 2014, Bois-d'Arcy est jumelée avec :
- Mücheln (Allemagne) depuis 1997. Cette ville est située dans la région de Saxe-Anhalt.

## Population et société

### Démographie
Les habitants sont appelés les Arcisiens.

#### Évolution démographique
L'évolution du nombre d'habitants est connue à travers les recensements de la population effectués dans la commune depuis 1793. Pour les communes de plus de 10 000 habitants les recensements ont lieu chaque année à la suite d'une enquête par sondage auprès d'un échantillon d'adresses représentant 8 % de leurs logements, contrairement aux autres communes qui ont un recensement réel tous les cinq ans,.

En 2022, la commune comptait 16 225 habitants, en évolution de +10,35 % par rapport à 2016 (Yvelines : +2,72 %, France hors Mayotte : +2,11 %).
| 1793 | 1800 | 1806 | 1821 | 1831 | 1836 | 1841 | 1846 | 1851 |
| ---- | ---- | ---- | ---- | ---- | ---- | ---- | ---- | ---- |
| 286  | 298  | 333  | 390  | 396  | 387  | 385  | 434  | 434  |

| 1856 | 1861 | 1866 | 1872 | 1876 | 1881 | 1886 | 1891 | 1896 |
| ---- | ---- | ---- | ---- | ---- | ---- | ---- | ---- | ---- |
| 439  | 454  | 460  | 443  | 842  | 720  | 626  | 569  | 553  |

| 1901 | 1906 | 1911 | 1921 | 1926 | 1931 | 1936  | 1946  | 1954  |
| ---- | ---- | ---- | ---- | ---- | ---- | ----- | ----- | ----- |
| 759  | 610  | 699  | 699  | 830  | 786  | 1 261 | 1 456 | 2 107 |

| 1962  | 1968  | 1975   | 1982   | 1990   | 1999   | 2006   | 2011   | 2016   |
| ----- | ----- | ------ | ------ | ------ | ------ | ------ | ------ | ------ |
| 3 150 | 6 766 | 10 231 | 11 796 | 12 693 | 12 064 | 13 331 | 13 788 | 14 703 |

| 2021   | 2022   | - | - | - | - | - | - | - |
| ------ | ------ | - | - | - | - | - | - | - |
| 15 435 | 16 225 | - | - | - | - | - | - | - |

#### Pyramide des âges
En 2018, le taux de personnes d'un âge inférieur à 30 ans s'élève à 40,8 %, soit au-dessus de la moyenne départementale (38,0 %). À l'inverse, le taux de personnes d'âge supérieur à 60 ans est de 17,0 % la même année, alors qu'il est de 21,7 % au niveau départemental.
En 2018, la commune comptait 8 036 hommes pour 7 184 femmes, soit un taux de 52,80 % d'hommes, largement supérieur au taux départemental (48,68 %).
Les pyramides des âges de la commune et du département s'établissent comme suit.
| Hommes | Classe d’âge | Femmes |
| ------ | ------------ | ------ |
| 0,6    | 90 ou +      | 1,0    |
| 4,1    | 75-89 ans    | 6,6    |
| 10,3   | 60-74 ans    | 11,8   |
| 18,0   | 45-59 ans    | 20,7   |
| 23,3   | 30-44 ans    | 22,5   |
| 23,3   | 15-29 ans    | 18,7   |
| 20,5   | 0-14 ans     | 18,7   |

| Hommes | Classe d’âge | Femmes |
| ------ | ------------ | ------ |
| 0,6    | 90 ou +      | 1,4    |
| 6      | 75-89 ans    | 7,8    |
| 13,5   | 60-74 ans    | 14,8   |
| 20,7   | 45-59 ans    | 20,1   |
| 19,6   | 30-44 ans    | 19,9   |
| 18,5   | 15-29 ans    | 16,8   |
| 21,2   | 0-14 ans     | 19,2   |

## Économie
- Commune résidentielle.
- Centre commercial de moyenne importance autour d'un supermarché E. Leclerc.
- Zone industrielle de 50 hectares, au lieu-dit la Croix-Bonnet, dans l'ouest de la commune. Cette zone d'activité accueille notamment un magasin de bricolage Leroy Merlin et la plate-forme industrielle de traitement du courrier. Ouvert en 2010 pour plusieurs départements, ce centre est doté des équipements de tri et de distribution modernes permettant de traiter 2 400 000 plis par jour[50].
- En 2010, le revenu fiscal médian par ménage était de 41 575 €[51].
- Archives du film du Centre national du cinéma et de l'image animée (CNC), installées dans un ancien fort militaire, la batterie de Bois-d'Arcy.
- Maison d'arrêt de Bois-d'Arcy.
- H3 Pharma y a son siège social.

## Culture locale et patrimoine

### Lieux et monuments
- L'église Saint-Leu-Saint-Gilles : église du XIIe siècle, partiellement reconstruite au XVIe siècle et agrandie en 1968.
- La ferme de la Tremblaye construite au Moyen Âge, puis ferme royale, elle a été une exploitation agricole jusqu'en 1974. La commune l'a rachetée en 1984 et l'a transformée en centre culturel bibliothèque, cinéma et théâtre.
- Chapelle Sainte-Geneviève, rue Pasteur, dans le quartier est de la ville, de construction récente a été construite d'après les plans de Rouvière[52].
- Centre pénitentiaire de Bois-d'Arcy.

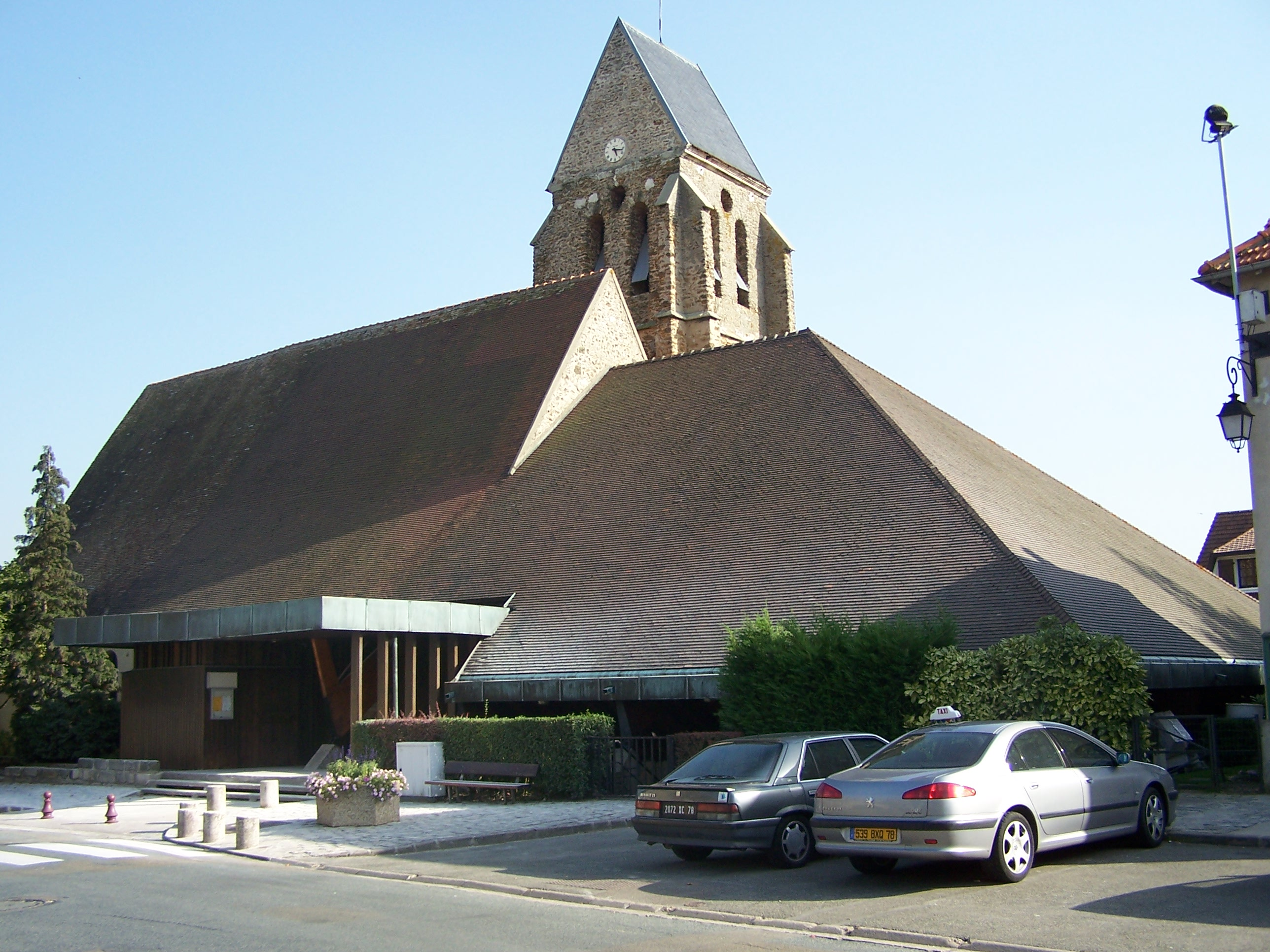
L'entrée de l'église Saint-Leu-Saint-Gilles, façade nord.
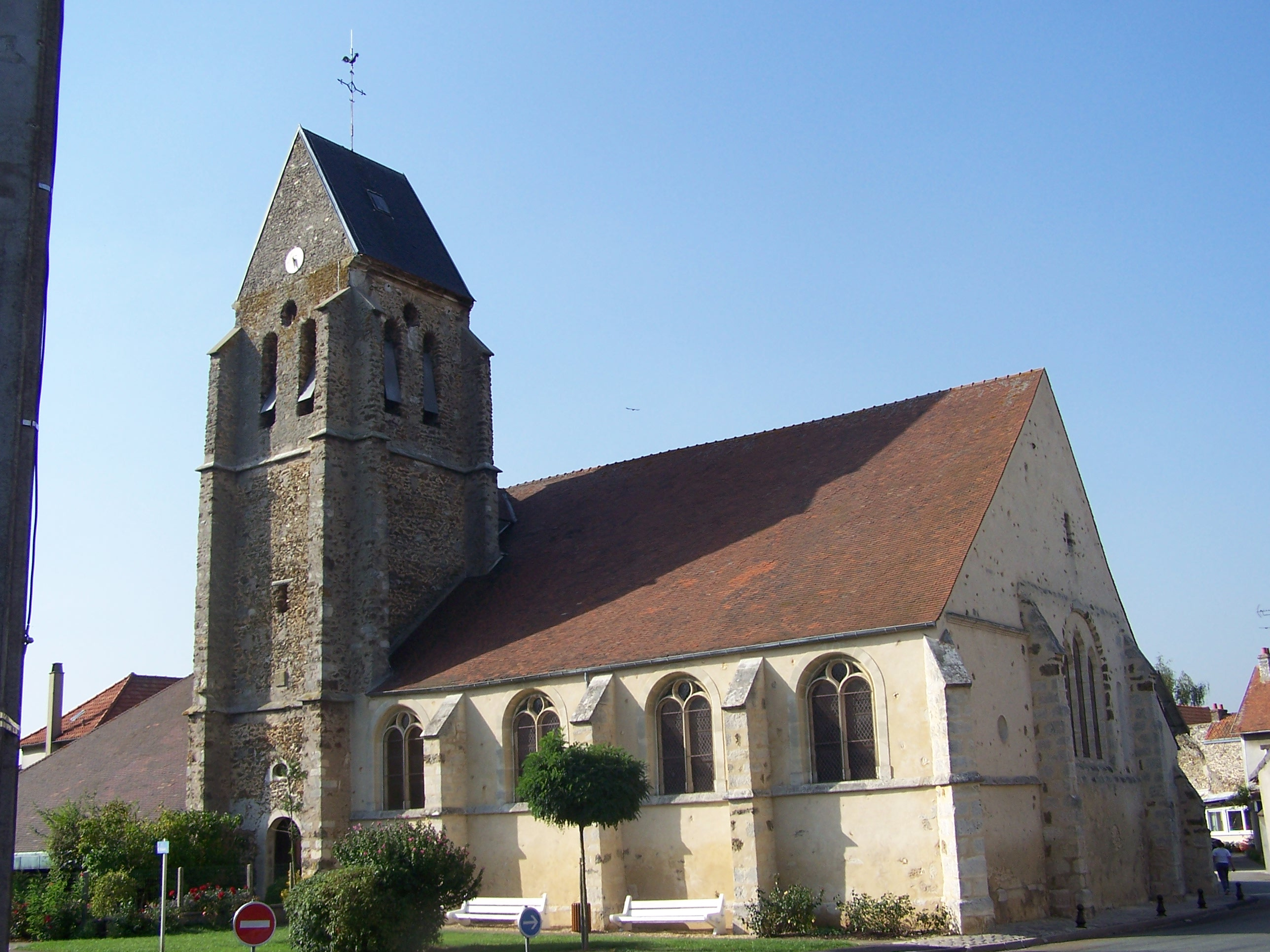
L'église Saint-Leu-Saint-Gilles, façade sud.
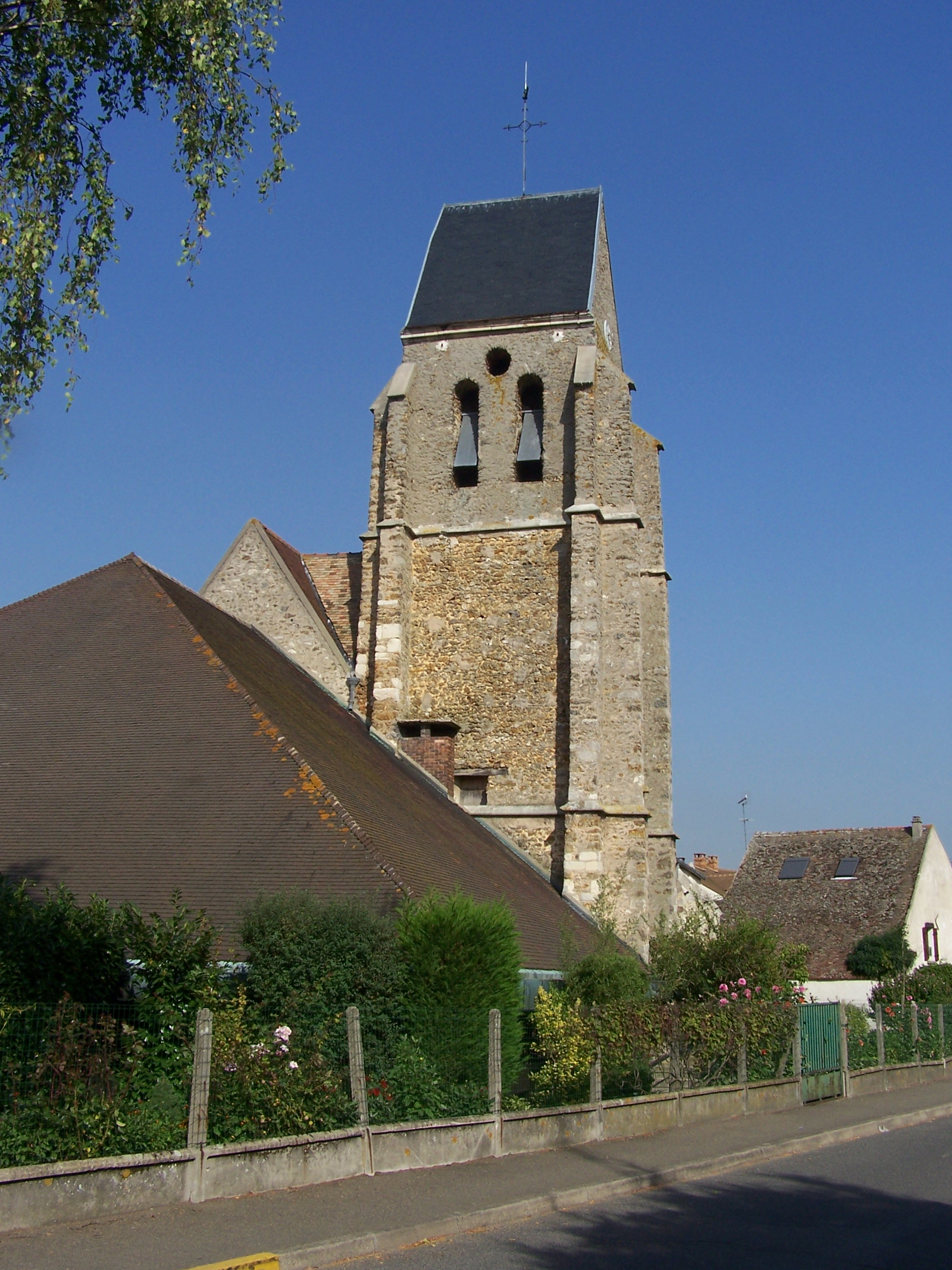
Le clocher de l'église Saint-Leu-Saint-Gilles.
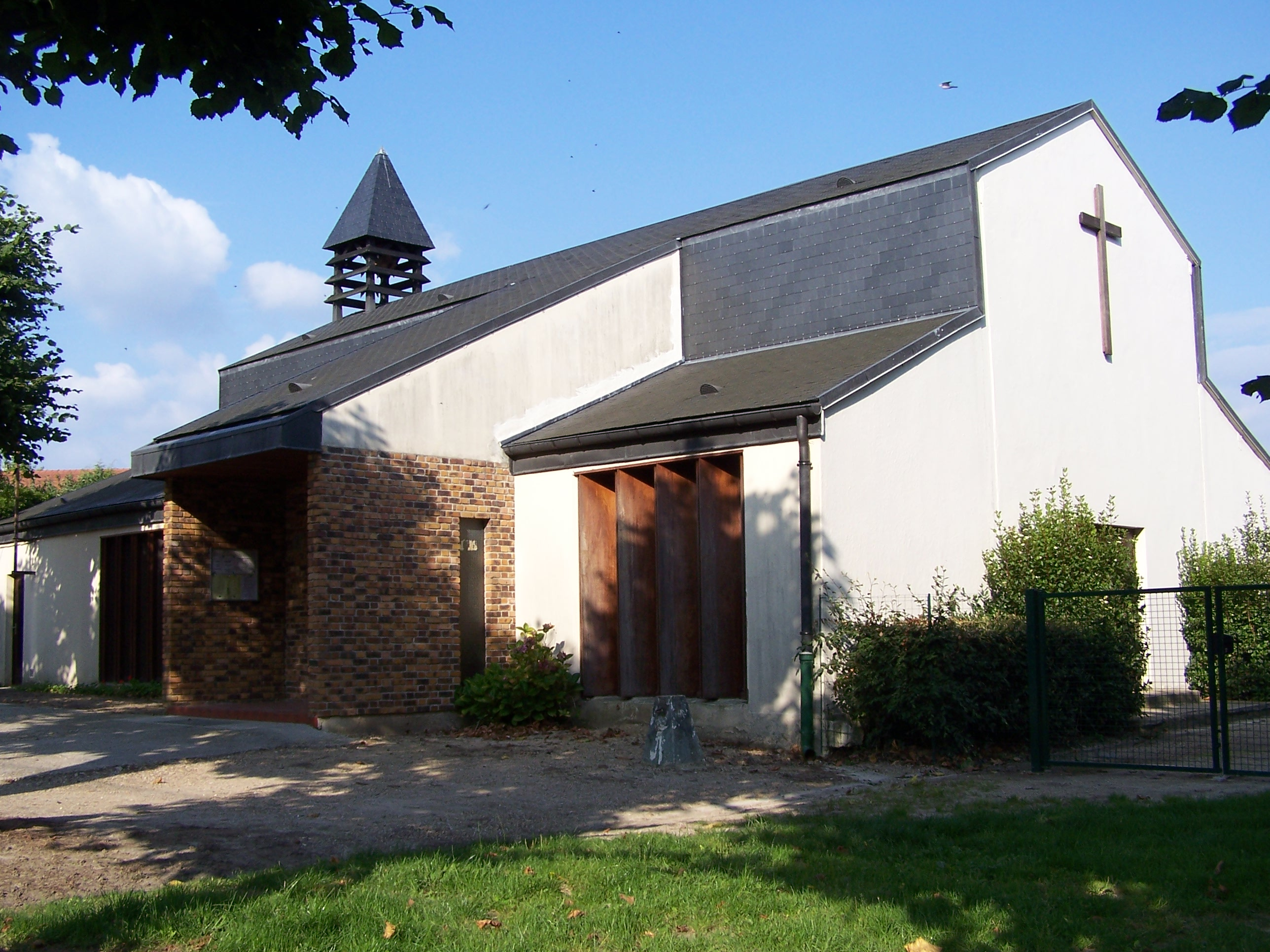
La chapelle Sainte-Geneviève, rue Pasteur.
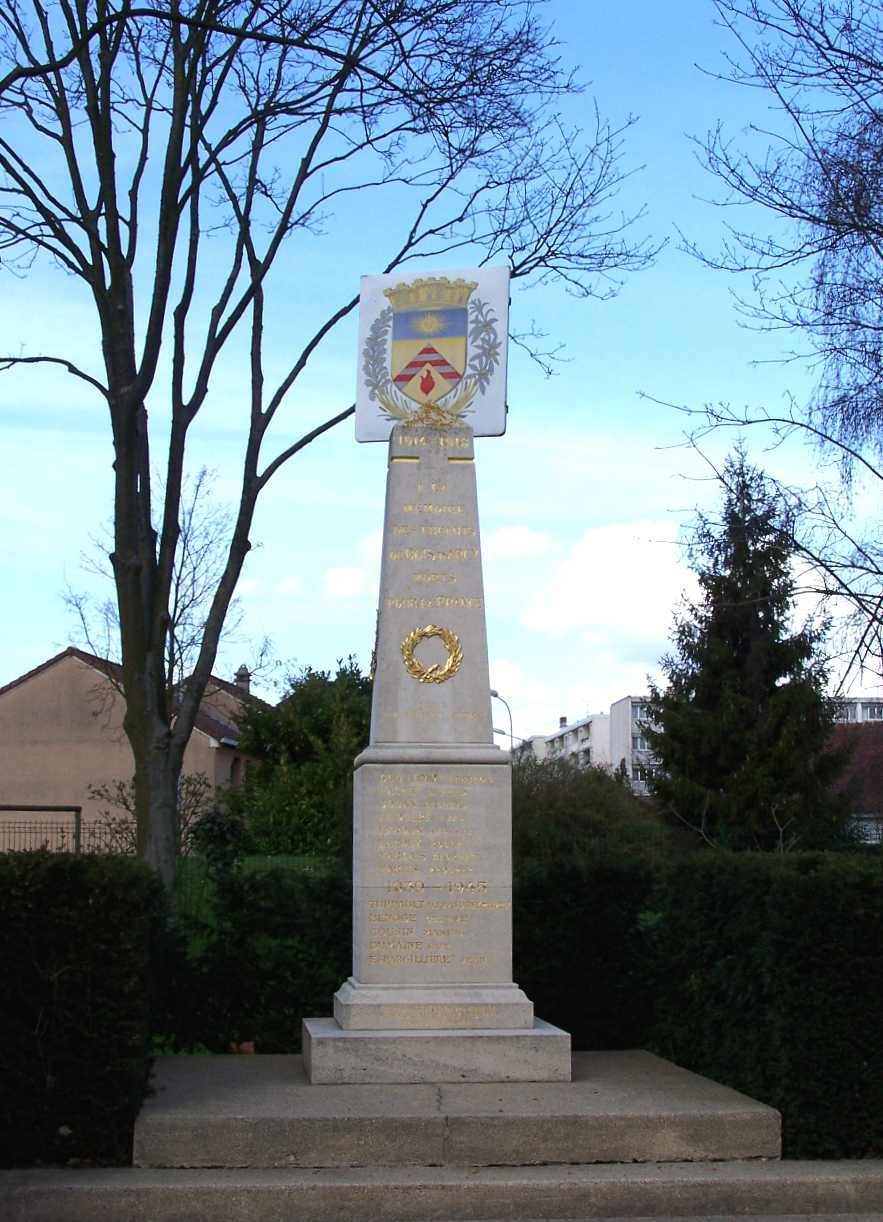
Le monument aux morts près du quartier de la Croix Blanche.

### Personnalités liées à la commune
- Vincent Charlemagne Pluchet (1774-1837), fils de Thomas Pluchet (maire de Bois-d'Arcy en 1790), est né dans la commune. L'un des cultivateurs les plus réputés de l'ancienne Seine-et-Oise, il a été maire de Trappes à partir de 1811 jusqu'à son décès. Il est l'inventeur, en 1829, d'une charrue qui porte son nom .
- William Perkins Babcock (1826-1899), artiste peintre et dessinateur américain expatrié en France, où il passa la majeure partie de sa vie, y vécut et y est mort.
- Alberto Santos-Dumont (1873-1932), pionnier brésilien de l'aviation à qui de nombreux experts attribuent le premier vol réussi d'un avion, fait ses essais dans la commune au début du XXe siècle.
- Déportivo, groupe de rock dont les trois membres ont grandi à Bois-d'Arcy.

### Bois d'Arcy dans les arts et la culture
Le réalisateur Mehdi Benallal a consacré en 2013 un court métrage documentaire, Bois d'Arcy, à la ville qu'il a habitée avec sa famille dans les années 1980. À propos du film, le critique Saad Chakali écrit : « Deux rapaces tournoient dans le ciel du dernier plan de Bois d'Arcy, dans la guise possiblement métaphorique d'une angoisse dont la menace ne serait jamais dissipée. Les noirs volatiles alors attesteraient qu'a été touché le seuil liminal, la lisière cauchemardesque d'une cité faussement tranquille (comme dans certains films de David Lynch ou Tim Burton). Une cité aussi faussement tranquille qu'elle est le site réel d'une persistante intranquillité, réellement criblée des douleurs brûlantes de l'enfance. » Le film a été sélectionné au festival du Cinéma du réel à Paris en 2013.

### Héraldique
| Blason de Bois-d'Arcy (Yvelines) | Blason  | D'or à un chevron d'argent à trois fasces de gueules, accompagné en pointe d'une flamme du même, au chef d'azur chargé d'un soleil rayonnant d'or. |
| Blason de Bois-d'Arcy (Yvelines) | Détails | Le statut officiel du blason reste à déterminer.                                                                                                   |

## Pour approfondir